# Alanenjärvi (sjö i Gustav Adolfs, Päijänne-Tavastland)
Alanenjärvi är en sjö i kommunen Gustav Adolfs i landskapet Päijänne-Tavastland i Finland. Sjön ligger 90,5 meter över havet. Arean är 54 hektar och strandlinjen är 6,35 kilometer lång. Sjön  ingår i Kymmene älvs huvudavrinningsområde.   Den ligger omkring 69 km norr om Lahtis och omkring 170 km norr om Helsingfors. 